# Harakat Fajr al-Cham al-Islamiyya
Ne doit pas être confondu avec Harakat Cham al-Islam.
Le Harakat Fajr al-Cham al-Islamiyya (en arabe : حركة فجر الشام, le « Mouvement islamique de l'aube du Levant ») est un groupe salafiste djihadiste, actif lors de la guerre civile syrienne.

## Histoire
Le 22 décembre 2012, le Harakat Fajr al-Cham al-Islamiyya fonde avec d'autres groupes rebelles le Front islamique syrien,.
Le 25 juillet 2014, il s'allie avec trois autres groupes djihadistes — Jaych al-Mouhajirine wal-Ansar, le Harakat Cham al-Islam et le Bataillon Vert — pour former le Front Ansar Dine. Cependant quelques mois plus tard le Bataillon Vert prête allégeance à Jaych al-Mouhajirine wal-Ansar, qui lui-même rallie le Front al-Nosra en 2015.
Le 10 décembre 2016, les deux derniers mouvements, le Harakat Fajr Cham al-Islamiya et le Harakat Cham al-Islam, annoncent leur fusion complète au sein du Front Ansar Dine. Quelques semaines plus tard, le 28 janvier 2017, le Front Ansar Dine fusionne à son tour avec plusieurs autres mouvements pour former Hayat Tahrir al-Cham.
Cependant, le 1er février 2018, le Harakat Fajr al-Cham al-Islamiyya et son chef, Abou Abdallah al-Chami, quittent Hayat Tahrir al-Cham et redeviennent indépendants.